# .38 Short Colt
Pour les articles homonymes, voir .38.

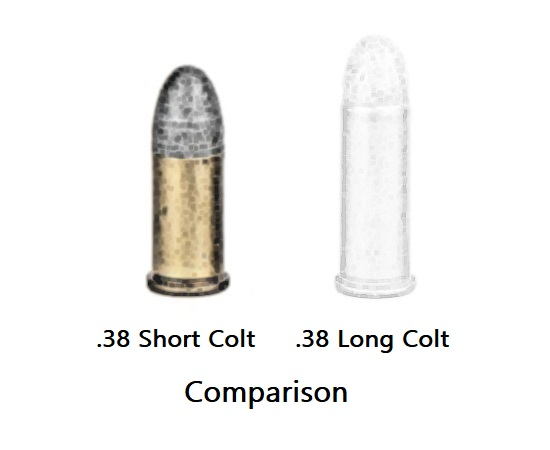
Croquis technique comparant les cartouches .38 Short Colt et .38 Long Colt

Le .38 Short Colt est une cartouche pour revolver datant de 1875 tirable dans les armes de .38 Long Colt. Elle est encore produite industriellement aux États-Unis mais son utilisation est restreinte depuis 1914 environ.

## Dimension
- Diamètre réel de la balle :
- Longueur de l'étui :

## Balistique indicative
- Matériau et forme de la balle : plomb, bout arrondi
- Masse de la balle : 8,1–8,4 g
- Vitesse initiale : 125–130 m/s
- Énergie initiale : 196-271 J